# Beresje
Beresje est un village de la commune de Setomaa, situé dans le comté de Võru au sud-est de l'Estonie. Avant la réforme administrative d'octobre 2017, il faisait partie de la commune de Mikitamäe dans le comté de Põlva.

## Géographie
Le village se situe dans l'est du comté de Võru, au bord du lac Lämmi, près de la frontière avec la Russie, à 55 km au sud-est de Tartu.